# Omalogyra
Omalogyra är ett släkte av snäckor som beskrevs av John Gwyn Jeffreys 1867. Omalogyra ingår i familjen Omalogyridae.
Kladogram enligt Catalogue of Life och Dyntaxa:
| Omalogyra | \| \| Omalogyra atomus \| \| \| \| \| \| Omalogyra densicostata \| \| \| \| \| \| Omalogyra japonica \| \| \| \| \| \| Omalogyra planorbis \| \| \| \| |
|           | \| \| Omalogyra atomus \| \| \| \| \| \| Omalogyra densicostata \| \| \| \| \| \| Omalogyra japonica \| \| \| \| \| \| Omalogyra planorbis \| \| \| \| |
|           | Ammonicera |
|           | |
|           | Omalogyra atomus |
|           | |
|           | Omalogyra densicostata |
|           | |
|           | Omalogyra japonica |
|           | |
|           | Omalogyra planorbis |
|           | |

|  | Omalogyra atomus       |
|  |                        |
|  | Omalogyra densicostata |
|  |                        |
|  | Omalogyra japonica     |
|  |                        |
|  | Omalogyra planorbis    |
|  |                        |